# Proces załogi Dachau (US vs. Willi Fischer i inni)
Proces załogi Dachau (US vs. Willi Fischer i inni) – jeden z wielu procesów członków personelu hitlerowskiego obozu koncentracyjnego Dachau, który odbył się przed amerykańskim Trybunałem Wojskowym w Dachau w dniach 26 lutego – 6 marca 1947. Na ławie oskarżonych zasiadło czterech esesmanów i jeden więzień funkcyjny (kapo). Zarzutu oskarżenia objęły zbrodnie popełnione w okresie od 1 stycznia 1942 do 29 kwietnia 1945 w obozie głównym Dachau, podobozach Dachau – Kaufering i Friedrichshafen oraz podczas ewakuacji wyżej wymienionych obozów.
Oskarżonym zarzucono między innymi mordowanie i katowanie więźniów i jeńców wojennych wielu narodowości (w tym żydowskiej, polskiej, greckiej, amerykańskiej oraz obywateli radzieckich), a także udział w selekcjach więźniów w ramach akcji 14f13. Zapadły dwa wyroki śmierci (oba wyroki wykonano), jeden wyrok dożywotniego pozbawienia wolności i jedna kara krótkoterminowego pozbawienia wolności. Jeden z oskarżonych został uniewinniony.
Wyrok amerykańskiego trybunału wojskowego w procesie załogi Dachau (US vs. Willi Fischer i inni):
| Oskarżony           | Stopień             | Funkcja                   | Wyrok                                                      |
| ------------------- | ------------------- | ------------------------- | ---------------------------------------------------------- |
| Willi Fischer       | więzień funkcyjny   | kapo w Kaufering          | śmierć przez powieszenie (wyrok wykonano 19 września 1947) |
| Martin Schreyer     | SS-Unterscharführer | Rapportführer w Kaufering | śmierć przez powieszenie (wyrok wykonano 19 września 1947) |
| Josef Jorewitz      | SS-Scharführer      | Blockführer w Kaufering   | dożywotnie pozbawienie wolności                            |
| Kurt Walter Jentner | SS-Rottenführer     | strażnik w obozie głównym | 2 lata pozbawienia wolności                                |
| Albert Lippmann     | SS-Oberschütze      | strażnik                  | uniewinniony                                               |